# Dolzago
Dolzago é uma comuna italiana da região da Lombardia, província de Lecco, com cerca de 2.103 habitantes. Estende-se por uma área de 2 km², tendo uma densidade populacional de 1052 hab/km². Faz fronteira com Barzago, Castello di Brianza, Colle Brianza, Ello, Oggiono, Sirone.

## Demografia
| Variação demográfica do município entre 1861 e 2011                               |
|                                                                                   |
| Fonte: Istituto Nazionale di Statistica (ISTAT) - Elaboração gráfica da Wikipedia |